# アーバンセキュリティ
株式会社アーバンセキュリティは、日本の警備会社。綜合警備保障（現・ALSOK）と新日本製鐵（現・日本製鉄）が共同出資して設立した、ALSOKの連盟会社である。

## 概要
1988年（昭和63年）、新日本製鐵（新日鉄）の経営多角化の一環として、新日鉄関連プロジェクト等の警備を行うため綜合警備保障と共同で設立した企業である。
同社は新日鉄の100%子会社である新日鉄都市開発（現・日鉄興和不動産）の持分法適用会社として、新日鉄グループ（現　日本製鉄グループ）の施設や旧・新日鉄都市開発が計画した施設の常駐警備を主要な事業とし成長する。
2008年（平成20年）、更なる業務拡大を図り株式変更を行い、綜合警備保障51%、新日鉄側49%の2社体制に移行し現在に至る。株式変更以前は、新日鉄OBが社長を務めていたが、2009年（平成21年）から綜合警備保障を主体とした役員構成に変更した。

## 主な常駐先
- 幕張テクノガーデン
- かずさアカデミアパーク
- 明和地所本社ビル
- 日本製鉄本社
- 国際新赤坂ビル
- NBF豊洲キャナルフロント
- 日本大学大学院総合科学研究科
- 双日本社
- 芝浦ルネサイトタワー
- マルイトOBPビル
- 日本橋本町MK-SQUARE